# En gryde til min kone - Designeren Jens Quistgaard
En gryde til min kone - Designeren Jens Quistgaard er en portrætfilm fra 2010 instrueret af Stig Guldberg efter manuskript af Stig Guldberg og Finn Mathiasen.

## Handling
Det begynder med, at han vil lave en gryde til sin kone. Den bliver kendt verden over og er starten på en enestående karriere som industriel designer. Men egentlig er Jens Quistgaard billedhugger, og sådan bliver han ved at opfatte sig. Han spænder vidt både som menneske og designer, lidt af en ener, der går sine egne veje og skyer publicity. Det er måske forklaringen på, at det lykkes ham at blive verdensberømt og forblive ukendt i sit hjemland. I denne portrætfilm inviterer designeren for første gang et kamera inden for i sit univers. Optagelserne strækker sig over tre år frem til få måneder før hans død i 2008, knap 89 år gammel. Vi følger Quistgaard på nært hold i hans særprægede hjem, ser ham i aktion ved arbejdsbordet, hører ham fortælle om sit liv, sit arbejde og sin drivkraft som designer. Der vises eksempler på den store spændvidde i hans produktion og klip fra smalfilmoptagelser i 1950erne og starten af 1960erne fra hans udstillinger og arkitektur i USA.